# Мусорные команды
Мусорные команды — машинные команды, результаты исполнения которых в программе не используются; могут, например, вставляться при генерации процедуры расшифровщика (декриптора) полиморфного вируса для затруднения обнаружения вируса и анализа его тела.

## Пример (fasm)
Декриптор:
```
    
mov
  
esi
,
 
start_of_virus_body

    
mov
  
ebx
,
 
decryption_key

    
mov
  
ecx
,
 
virus_size

  
decryption_loop:

    
xor
  
[
esi
],
 
ebx

    
inc
  
esi

    
loop
 
decryption_loop

```

Декриптор, делающий то же самое, но содержащий «мусорные» команды:
```
  

    
mov
  
esi
,
 
start_of_virus_body

    
nop
                              
; мусор

    
mov
  
ebx
,
 
decryption_key

    
add
  
edx
,
 
105
                    
; мусор

    
mov
  
ecx
,
 
virus_size

    
xchg
 
ebp
,
 
edx
                    
; мусор

    
jc
   
decryption_loop
             
; мусор

  
decryption_loop:

    
xor
  
[
esi
],
 
ebx

    
push
 
ebx
                         
; мусор

    
pop
  
eax
                         
; мусор

    
inc
  
esi

    
dec
  
eax
                         
; мусор

    
loop
 
decryption_loop

    
jcxz
 
next
                        
; мусор

  
next:

```